# Angjelina Xhara
Angjelina Xhara (ur. w Tiranie) – albańska reżyserka, scenarzystka, tłumaczka i dziennikarka radiowa; uważana za jedną z pierwszych prezenterek albańskiego radia i telewizji.

## Życiorys
W wieku 14 lat zaczęła występować w audycjach dla dzieci w Radio Tirana. Po ukończeniu nauki w liceum im. Samiego Frashëriego w Tiranie, studiowała na Uniwersytecie Tirańskim, który ukończyła w roku 1976. W tym samym roku ukończyła również kurs dla scenarzystów i krytyków filmowych, rok później zdała egzamin ze znajomości języka francuskiego. W latach 1994–1996 odbyła kurs bibliotekarski.
Pracowała w studiu filmowym Shqipëra e Re, początkowo jako spikerka; jednocześnie kontynuowała studia z zakresu scenariopisarstwa oraz krytyki filmowej. Przebywała na emigracji w Australii, Szwajcarii i Grecji; w tym czasie była zaangażowana między innymi w działalność literacką oraz scenariopisarską, z jej inicjatywy jedna z ateńskich radiostacji rozpoczęła nadawanie w języku albańskim.

## Filmografia[1]
- Boboshtica,fshati i dashurisë
- Esma përtej këngës
- Kthim ne Redina
- Kosova me te verteta t e saj te medha
- Lirike shpirti
- Margarita...
- Pak diell edhe per ne
- Preka ëndrrën
- Skenderbeu ynë
- Vatra e shqiptareve te Amerikes
- Zeri i nje poeti
- Zogjte shtegetare
- Makinat ju presin (1972)
- Dy endjet (1973)
- Duke përdorur rrezatimet bërthamore (1974)
- Kurdoherë të rinj (1974)
- Viti 1924 (1974)
- Gëzim në sytë e nënës (1975)
- Në prag të një përvjetori (1975)
- Qilimat tanë (1975)
- Festa e ujit (1976)
- Me studentet ushtarake (1976)
- Onufri (1976)
- Flora shqiptare (1977)
- Për fëmijët tanë (1977)
- Kongresi i 8të i Bashkimit të Grave të Shqipërisë (1978)
- Aleksandër Moisiu (1979)
- Manifestim i forcës, shëndetit (1979)
- 1 maj (1980)
- 60 vjetori i luftës se Vlorës (1980)
- Në prag të jetës (1980)
- Piktura shqiptare në mesjetë (1980)
- 1 maj (1981)
- Fëmijët tanë, një këngë e bukur (1981)
- Pasioni për shkencën (1981)
- Qyteti studenti (1981)
- Veshjet popullore shqiptare (1981)
- Konferenca kombëtare e etnogjenezës shqiptare (1982)
- Muzeu Historik Kombëtar (1982)
- Në Pezë ku u hodhën themelet (1982)
- Një ditë në Kutalli (1982)
- Për mirëqenien e popullit (1982)
- Piktori Buza (1983)
- Vogëlushet e fshatit (1983)
- Gjithmonë fitimtarë (1984)
- Shkolla rreze alpeve (1984)
- Për shëndetin e popullit (1985)
- Stacioni më i ri (1985)
- Boboshtica rrëzë Moravës (1990)
- Na mungonit ju... (1991)
- Një mision humanitar (1991)

## Utwory literackie[1]
- Enigma
- Margarita Xhepa, Artiste e Popullit
- Vesë mëngjesi
- Vrapi i jetës[2]

## Zauważalność i nagrody
Część filmów autorstwa Angjeliny Xhary były wyświetlane za granicą, emitowano je między innymi we Włoszech, na Węgrzech, w Stanach Zjednoczonych, Kosowie, Grecji, Francji, Belgii, Egipcie i Syrii.
Xhara została nagrodzona Orderem Naima Frashëriego.